# Wilhelm Moritz (Solms-Braunfels)

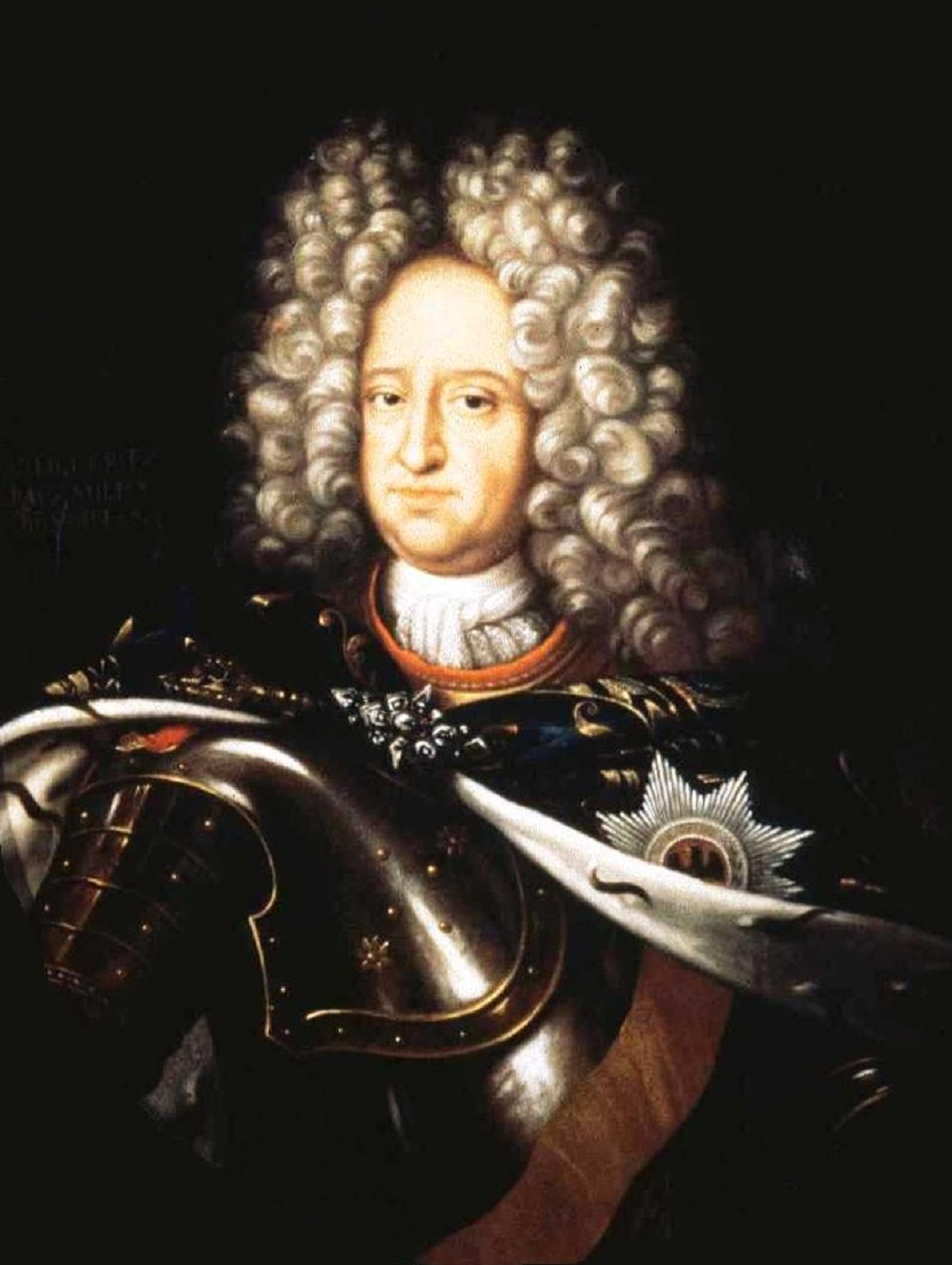
Wilhelm Moritz zu Solms-Braunfels

Wilhelm Moritz zu Solms-Braunfels(-Greifenstein-Hungen) (* 4. April 1651 in Greifenstein; † 9. Februar 1724 in Braunfels) war ein königlich-preußischer Wirklicher Geheimer Rat und Graf zu Greifenstein, Braunfels und Hungen aus dem Hause Solms sowie Ritter des Schwarzen Adlerordens.

## Leben

### Herkunft
Seine Eltern waren der Graf Wilhelm II. zu Solms-Greifenstein (1609–1676) und dessen erste Ehefrau Johannetta (Hanna) Sibylla zu Solms-Hohensolms (1616–1651).

### Militärlaufbahn
Zusammen mit seinem Bruder Friedrich Magnus wurde er unter Aufsicht des Hofmeisters Johann Ulrich von Backhofen (1643–1700) in Marburg ausgebildet; 1670 ging er auf Kavalierstour nach Frankreich und in die Schweiz. 
Wilhelm Moritz trat danach in hessische Dienste und erhielt das Kommando über eine Infanterie-Kompanie. Er kämpfte mit ihr während des Holländischen Krieges in der Schlacht bei Sinsheim und der Belagerung von Philippsburg. Sein Bruder Friedrich Magnus wurde 1675 Hauptmann der Garde des Prinzen von Oranien. Er starb an den Folgen einer Amputation am 27. Juli 1676. Diese wurde notwendig, nachdem sein Bein beim Sturm auf das Fort Dauphin bei Maastricht von einer Handgranate zerfetzt worden war.
Der Graf erbte nach dem Tod seines Vaters Greifenstein und Wölfersheim. 1678 beerbte er Moritz von Solms-Hungen (1622–1678) und erhielt die Hälfte von Hungen, 1684 wurde er Herr der Grafschaft Kriechingen. Als 1693 sein Vetter Heinrich Trajektin von Solms-Braunfels verstarb, erbte er Braunfels und ganz Hungen. In der Folge zog er in das Schloss Braunfels um. 1699 erhielt er die Grafschaft Tecklenburg nach einem 150-jährigen Prozess. Diese verkaufte er 1706 an die Preußen. Dafür, dass er dieses Geschäft gegen seine Agnaten durchsetzen konnte, erhielt er am 13. Juli 1707 vom preußischen König den Schwarzen Adlerorden und wurde zum Geheimen Rat ernannt.

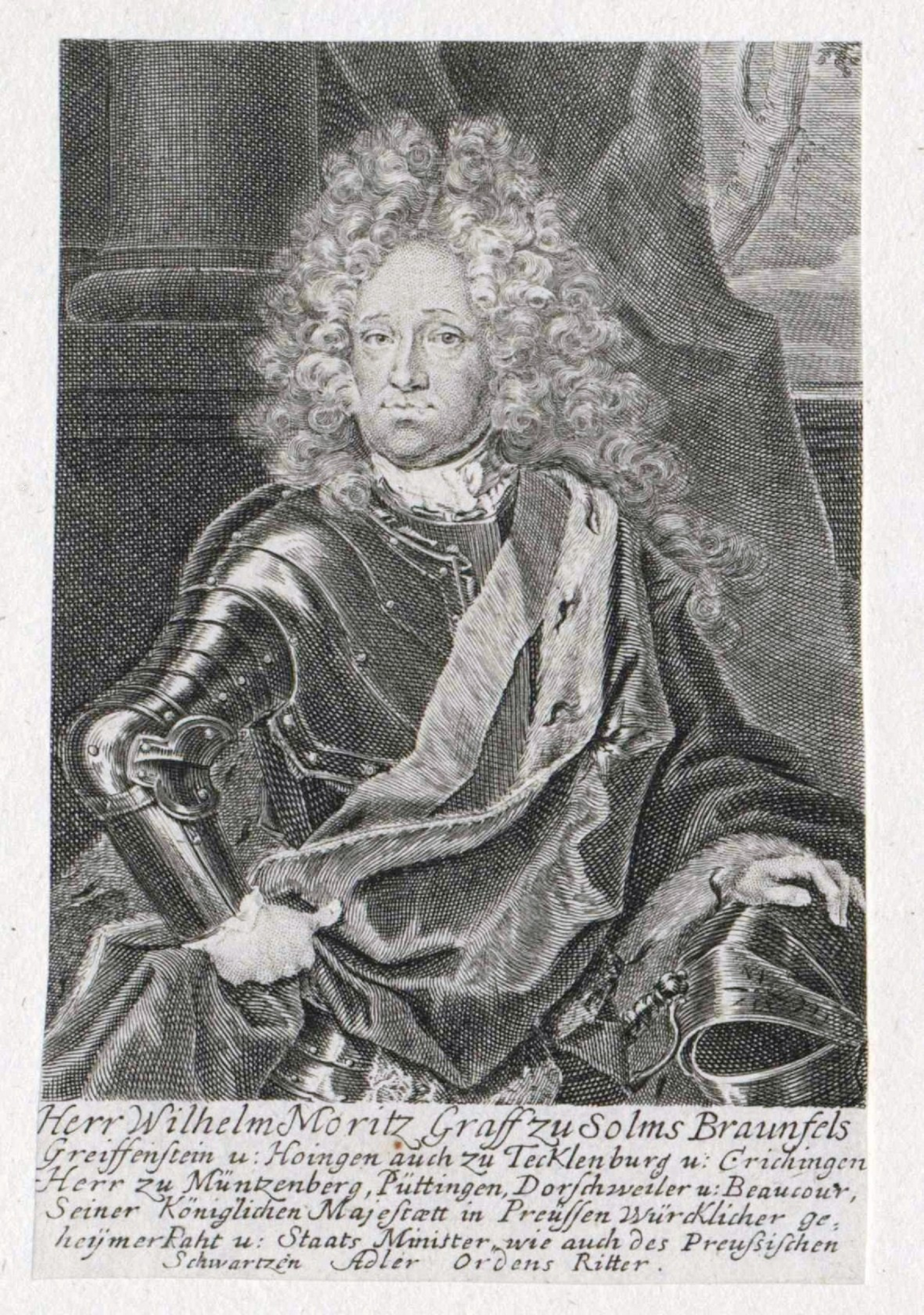
Wilhelm Moritz zu Solms-Braunfels (1711)

Er war bemüht, sein Land wirtschaftlich zu entwickeln. So kaufte er 1685 das Dorf Daubhausen, um dort Hugenotten anzusiedeln, die nach Aufhebung des Edikts von Nantes aus Frankreich geflohen waren. Die Flüchtlinge schlossen mit dem Grafen den Aßlarer Vertrag, der ihre Rechte regelte. 1686 erhielten sie zudem einen Meierhof und ein Waldgebiet, darauf entwickelte sich die Siedlung Greifenthal. Mit der Zeit siedelten dort auch Waldenser und Wallonen. Für diese Orte stellte der Graf am 26. August 1722 einen Freiheitsbrief aus, der ihnen eine gewisse eigene Verwaltung und Gerichtsbarkeit brachte.

### Familie

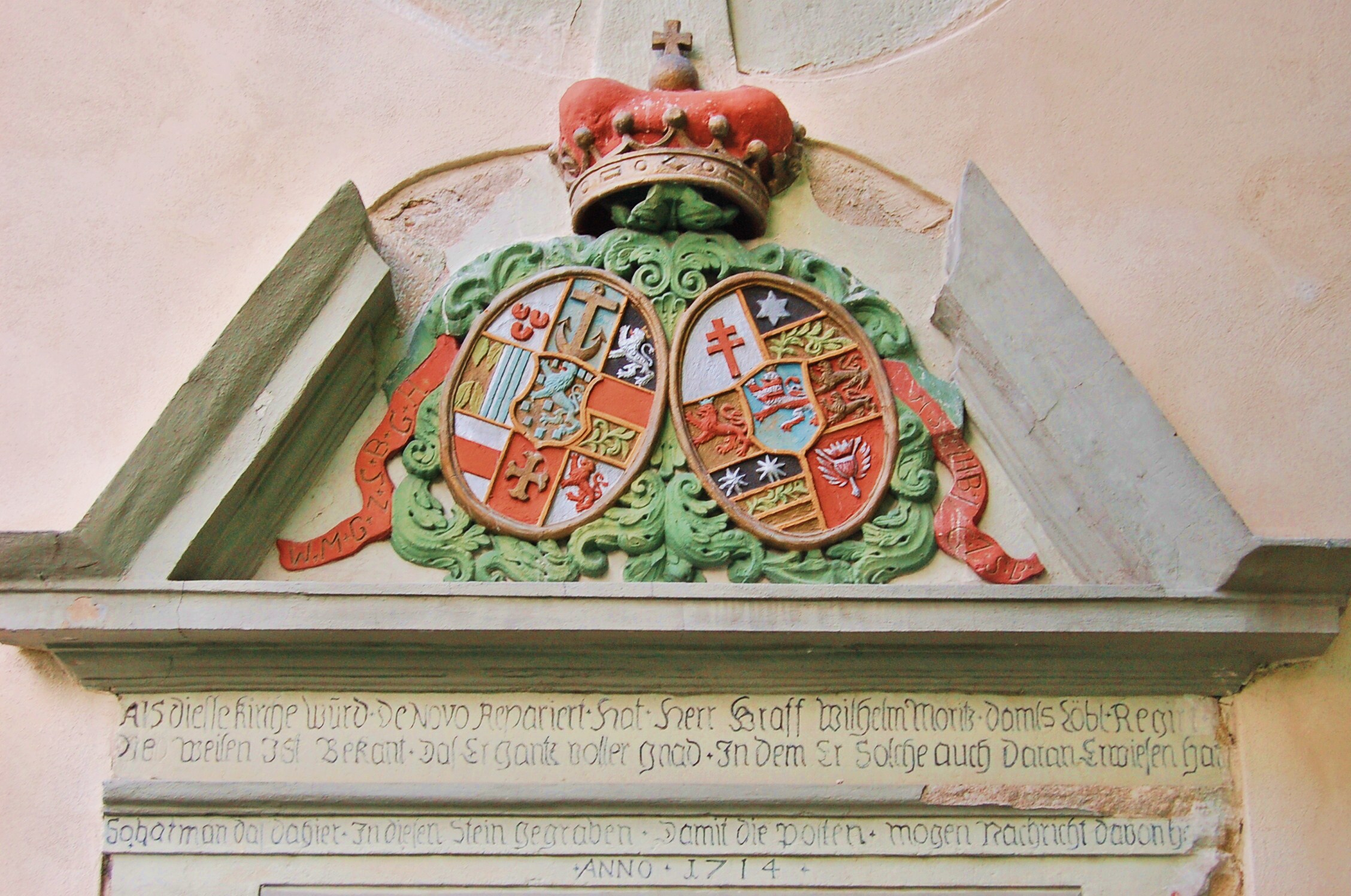
Allianzwappen (1714) des Grafen und Magdalene Sophie, geborene Prinzessin zu Hessen-Homburg

Wilhelm Moritz heiratete am 23. Januar 1679 in Bingenheim Prinzessin Magdalene Sophie zu Hessen-Homburg (1660–1720), eine Tochter des Landgrafen Wilhelm Christoph von Hessen-Homburg. Das Paar hatte folgende Kinder:
- Wilhelm Friedrich (* 20. April 1680; † 24. August 1680)
- Karl Ludwig (* 22. Oktober 1681; † 7. Februar 1682)
- Wilhelm Heinrich (* 8. November 1682; † 12. Dezember 1700)
- Leopold Karl (* 27. Dezember 1689; † 2. April 1690)
- Friedrich Wilhelm (* 11. Januar 1696; † 24. Februar 1761) (ab 1742 Fürst zu Solms-Braunfels)

⚭ 15. April 1719 Prinzessin Magdalena Henriette von Nassau-Weilburg (* 21. September 1691; † 29. August 1725) Tochter von Johann Ernst von Nassau-Weilburg
⚭ 9. März 1726 Gräfin Sophie Magdalena Benigna zu Solms-Laubach (* 1701; † 1744) Tochter von Karl Otto von Solms-Laubach-Utphe und Tecklenburg
⚭ 30. Dezember 1745 Pfalzgräfin Caroline Katharina von Birkenfeld (* 19. Dezember 1699; † 11. Mai 1785) Tochter von Johann Karl von Birkenfeld-Gelnhausen
- Sophia Sibylla Wilhelmina (* 29. Juni 1684; † 1. Februar 1727)
- Maria Ernestina (* 26. Juli 1685; † 10. November 1685)
- Elisabeth Magdalena (* 25. Juli 1686; † 24. Oktober 1686)
- Albertina Amelia (* 6. April 1688; † 14. März 1689),
- Christiane Charlotte (* 10. November 1690; † 16. Oktober 1751) ⚭ 3. Oktober 1722 Landgraf Kasimir Wilhelm von Hessen-Homburg (* 23. März 1690; † 9. Oktober 1726)
- Tochter (* Februar 1691)
- Magdalena Sibylla (* 1698)
- Dorothea Sophie (* 9. April 1699; † 15. November 1733) ⚭ 3. Dezember 1730 Albrecht Christoph zu Dohna-Schlobitten (1698–1752)